# Climping
Climping är en parish i Storbritannien.   Den ligger i grevskapet West Sussex och riksdelen England, i den södra delen av landet, 80 km söder om huvudstaden London. Antalet invånare är 771. Arean är 6,4 kvadratkilometer.
Terrängen i Climping är mycket platt.